# Стефан Комельский
Стефан Комельский или Стефан Озерской (ум. 1542) — преподобный Русской православной церкви; основатель и первый игумен Николаевского Комельского монастыря.

## Биография
Родился в «области Вологодской» во второй половине XV века; отец Стефана служил при дворе князей Бородатых. С детства наслышавшись о подвигах преподобного Дионисия Глушицкого и о строгом общежительном уставе, установленном в Глушицком монастыре, он тайно ушёл из дому в Глушицы и в скором времени там постригся. Через несколько лет, с благословения игумена, для усовершенствования в духовной жизни он отправился странствовать по монастырям, а затем поселился в  Тихвинском монастыре. Однако большое число богомольцев, приходивших на поклонение местной иконе, не понравилось Стефану, с детства любившему уединение, и он отправился за покоем и умиротворением дальше на север.
На берегу озера Комельского, при истоке pеки Комеля, приблизительно в 35 километрах к югу от города Вологды, он построил для себя среди дремучего леса маленькую часовню и поселился в полном уединении. Не раз ему зимою угрожала голодная смерть, так как запасов у него не было, и он не знал даже дороги к ближним селениям; лишь случайно заходившие звероловы поддерживали скудными приношениями его существование. Через три года к нему стала мало-помалу собираться братия. Когда собралось около десяти человек, они пожелали иметь церковь и избрали Стефана своим начальником. По просьбе братии он отправился в Москву к митрополиту Даниилу, который посвятил его в священники, возвёл в сан игумена, снабдил благословенною грамотою и необходимою утварью для церкви, а великий князь Василий III Иванович дал ему грамоту на земли и угодья для содержания монастыря. В 1534 году им была устроена обитель с храмом во имя Николая Чудотворца.
Стефан Озерской скончался в глубокой старости, 12 июня 1542 года. В том же году, после разорения обители татарами, была построена новая церковь над гробом покойного, а через год иноком Гурием, учеником иконописца Андрея Рублева по памяти были написаны два образа преподобного, вскоре же была составлена служба и установлено в его память местное празднование 12(25) июня.
Житие преподобного Стефана, написанное неизвестным автором, встречается крайне редко в списках XVII века и вероятно было составлено в конце XVI века.